# Vöröses rigótimália
A vöröses rigótimália (Turdoides subrufa) a madarak osztályának verébalakúak (Passeriformes) rendjébe és a Leiothrichidae családjába tartozó faj.
Magyar név forrással, nincs megerősítve.

## Rendszerezése
A fajt Thomas C. Jerdon angol zoológus írta le 1839-ben, a Thimalia nembe Thimalia subrufa néven. Egyes szervezetek az Argya nembe sorolják Argya subrufa néven.

## Alfajai
- Turdoides subrufa hyperythra (Sharpe, 1883)
- Turdoides subrufa subrufa (Jerdon, 1839)[1]

## Előfordulása
Dél-Ázsiában, India nyugati részén honos. A természetes élőhelye a szubtrópusi vagy trópusi síkvidéki esőerdők, elárasztott legelők és cserjések. Állandó, nem vonuló faj.

## Megjelenése
Testhossza 24–25 centiméter, testtömege 57–78 gramm.
|  |

## Életmódja
Rovarokkal, bogyókkal és nektárral táplálkozik.